# 小倉星羅
小倉 星羅（おぐら せいら、1986年3月2日 - ）は、日本のフリーアナウンサーである。

## 来歴
子役出身で大学を卒業するまでの長きにわたる芸能活動を経て、2011年3月までの3年間は広島テレビ放送のアナウンサーを務める。2011年4月からフリップアップに所属するタレント・フリーアナウンサーとして活動し、J SPORTS『野球好きニュース』キャスターを1年間務める。2019年9月までの4年間は千葉テレビ放送（チバテレ）アナウンサーを務める。

### 子役時代
- 子供の頃から子役として、NHK連続テレビ小説『あぐり』（池田諒子役）やNHK教育『天才てれびくん』、テレビ東京『64マリオスタジアム』などのテレビ番組に出演。

- 吉野紗香、栗山千明、水谷妃里、安藤聖らとともに美少女子役（チャイドル）と呼ばれ活躍し、篠山紀信撮影による写真集『少女館』にも抜擢された。
- 2000年代に子役タレントのままでNHK教育『真剣10代しゃべり場』に出演した事がある（第12期生の「道場破り」<レギュラーメンバーに問題を提起する一般公募の視聴者>として出場）。

### 大学時代
- 大学2年の時に千葉ロッテマリーンズのチアリーディングチーム「M☆Splash!!」のメンバーに選ばれるが、チアリーダーとしては一度も試合に出ることは無いまま、ごく初期に脱退。ロサンゼルスに留学し、それまで所属していた芸能プロダクションを辞める。
- 2006年夏、千葉テレビ放送『高校野球ダイジェスト』でキャスターを務める。また読者モデルなどの活動も始める。ワッチミー!TVではワッチミーナ特派員を務める。
- 2007年には、横浜ベイスターズのチアリーディングチーム「diana」のメンバーになりオープン戦まで活動するが、就職活動や個人的事情もあり開幕前に脱退。同年、日本テレビ『恋のから騒ぎ』に出演（第14期生）。JCNコアラ葛飾「デイリーニュース」でのアシスタントも務めた。また夏にはびわ湖放送『高校野球ハイライト2007』のリポーターを担当。文化放送『頑張れ!HAKONE〜キャンパスレポート』では、箱根駅伝に出場する各大学を取材するリポーターも担当した。

### 広島テレビ時代
2008年4月、広島テレビ放送にアナウンサーとして入社。入社してすぐに『進め!スポーツ元気丸』を担当する。3年間同局のアナウンサーとして活動するが、2011年3月31日をもって広島テレビを退社。

### フリー時代（2011年 - 2015年）
広島テレビ退職後、上京しフリーアナウンサー・タレントとしての活動を開始。J SPORTSでの『野球好きニュース』を1年間担当。同番組で共働した和田奈美佳（三桂所属）とは今でも仲が良く、奈美佳のブログに度々登場している。
2012年10月から1年間の予定で海外留学に入ったが、2013年6月に帰国し、VISAを取得したことを明かした。

### チバテレ時代
2015年9月でフリーでの活動を止め、同年10月より千葉テレビ放送アナウンサー（嘱託の契約社員扱い。派遣元の所属事務所は不明）となった。前述のとおり、大学時代に同局の『高校野球ダイジェスト』に出演経験があるため、それ以来の千葉テレビでもある。2018年6月18日放送のNEWSチバの担当を最後にしばらくNEWSチバの担当から外れ、その間はスポーツについての取材や高校野球関連の取材や番組の担当となる。その後8月16日より再びNEWSチバの担当に復帰した。
契約満了までの4年間、同局のアナウンサーとして活動し、2019年9月30日をもって千葉テレビを退社。

### チバテレ退職後
千葉テレビ退職後は、野球関連を中心にフリーで活動。2020年4月からは早稲田大学大学院社会学研究科修士課程ジャーナリズム専攻に進学している。
2021年からは読売巨人軍にスタジアムアナウンサー（ウグイス嬢）として採用。ファームの読売ジャイアンツ球場での試合を担当するなどの経験を経て同年7月13日の巨人 対 東京ヤクルトスワローズ第11回戦（東京ドーム）に於いて初めて一軍公式戦のスタジアムアナウンスを担当した。同年10月10日、自身のInstagramにおいて、結婚したことを発表した。
2022年からは大妻女子大学文学部コミュニケーション学科非常勤講師として教鞭を執っている。

## 人物
- 趣味、特技は野球観戦、野球スコア、スキューバダイビング、タップダンス。
- 英語検定2級、書道4段、ベースボールエキスパート1級、コスメコンシェルジュ。
- 2歳下の弟がいる[9]。
- 座右の銘は「やらずに後悔するなら、やってから後悔する」
- Mr.Childrenのファンである。
- 早稲田大学大学院社会学研究科修士課程ジャーナリズム専攻修了。
- 2021年シーズンから読売巨人軍のスタジアムアナウンサーを務める。ただし、複数人（3人）採用かつ非常勤のため、引き続き他の活動を行っている。
- 2021年9月末まで東京オリンピック・パラリンピック競技大会組織委員会職員だった[10]。

## 出演番組

### 広島テレビ時代
- 進め!スポーツ元気丸（2008年4月13日 - 2011年3月20日） MC

### フリー時代（2011年 - 2015年）

#### テレビ
- スーパーJチャンネル（テレビ朝日） - リポーターとして不定期出演
- カラダハレルーヤ（フジテレビ、2015年1月～）
- スペシャリスト3（テレビ朝日、2015年2月28日） - リポーター役でカメオ出演[11]

#### 映画
- シン・ゴジラ（2016年）[12]

#### ラジオ
- クロノス（TOKYO FM、2014年11月3日、4日、7日） -  高橋万里恵のピンチヒッターとして出演

#### イベント
- 湘南藤沢市民マラソン - 2014年と2015年大会で中継実況＆リポーターを担当[13][14]

### チバテレ時代
- NEWSチバ（2015年10月 - 2019年9月）
- ちば経済最前線（2015年10月 - ）
- 高校野球ダイジェスト（2016年7月 - 2019年7月 ）
前述のとおり、大学生時代に『高校野球ダイジェスト』に出演していたため、それ以来約10年ぶりの出演である。
- スポーツイチバン☆（2017年4月）
- 牧野裕のEnjoy Golf （2018年4月 - 2019年9月 ）
- グッと!金ようび （2018年4月 - 2019年3月 ）
- 高校野球ダイジェスト特別編〜ひと夏の軌跡〜（2016年5月1日）
- 参院選2016 The討論 〜千葉から日本の未来を語る〜（2016年6月18日）
- ちばアクアラインマラソン2016　（2016年10月23日） - ハーフマラソンランナー
- ちばアクアラインマラソン2018　（2018年10月21日） - スタジオ進行役